# Stanley L. Jaki

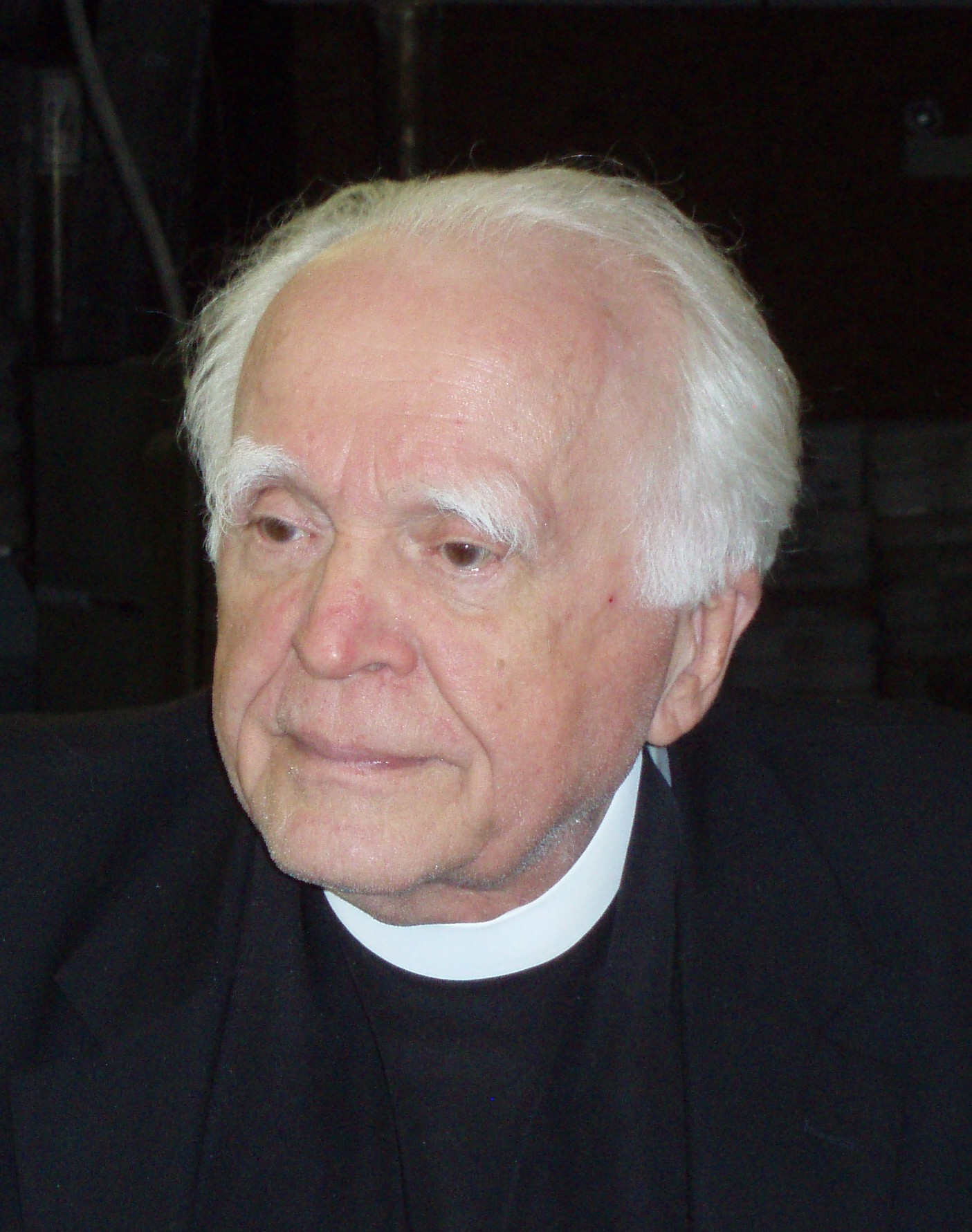
Stanley L. Jaki 2007.

Stanley L. Jaki, född 17 augusti 1924 i Győr, Ungern, död 7 april 2009 i Madrid, Spanien, var en ungersk-amerikansk fysiker, teolog och vetenskapshistoriker. Jaki var även romersk-katolsk präst och medlem av benediktinorden. Många av hans arbeten behandlar förhållandet mellan vetenskap och religion.
Jaki inträdde i benediktinorden 1942 och prästvigdes 1948. År 1950 avlade han doktorsexamen i teologi vid det påvliga institutet Sant' Anselmo i Rom. Han flyttade därefter till USA och undervisade vid ett prästseminarium i Pennsylvania. Efter en operation där hans tonsiller togs bort tappade han rösten och det dröjde flera år innan han återfick talförmågan. Han tvingades därför att sluta undervisa och började istället studera fysik vid Fordham University. 1957 blev han doktor i fysik. Han fick anställning vid Seton Hall University 1965, där han 1975 utnämndes till professor i fysik.